# Пулы Крымского улус-юрта Золотой Орды
Пулы Крымского улус-юрта Золотой Орды начали чеканить во время правления золотоордынского хана Берке (1257—1266) и закончили в правление хана Тохтамыша (1380—1395). В 20—50-х годах XV века на анонимных пулах времён Узбек-хана (1312—1341) чеканились изображения герба Генуэзской республики. Масса пула составляла 1,5—3,4 г. Диаметр 16—21 мм. 48 пулов равнялись 1 ярмаку (или йармаку; барикату, позже дирхему или дангу).

## История
Впервые на монетах Золотой Орды во времена правления хана Берке (1257—1266) появляется имя хана. Во времена правления Менгу-Тимура (1265—1280) были открыты монетные дворы в Солхати, Сарае, Хорезме, позже в Укеце.